# Љубезни Харалампије
Љубезни Харалампије је први штампани рад познатог реформатора Доситеја Обрадовића, писан у априлу 1783. у Лајпцигу, упућен пријатељу Харалампију Мамули, пароху из Трста, Србину пореклом из Хрватске. Ово је била у исти мах и нека врста књижевног манифеста и позив за прикупљање новца за штампање „Савета здравог разума“.
У раду Доситеј излаже свој просветитељски програм и жели да се бори против незнања, сујете и предрасуда. Целим писмом наглашава како је просвећеност највећа потреба неког народа. За њега је језик био основа напретка и културе једног народа, зато се и залагао да се књиге пишу народним језиком како би сви могли да их разумеју, што је у то време било неуобичајено.
На крају писма он га такође моли да писмо умножи и проследи даље како би се прикупио потребан новац.
Писмо Харалампију се сматра једним од најзначајнијих текстова насталих пре Вука Караџића и главним манифестом српског просветитељства.
На крају је ипак одустао од штампања „Савета здравог разума“, па је уместо тога објављено дело „Живот и прикљученија“.
„Ко не зна да житељи чрногорски, далматски, херцеговски, босански, сервијски, хорватски, славонијски, сремски, бачки и банатски, осим Влаха, једним истим језиком говоре? Говорећи за народе који у краљевствима и провинцијама живе, подразумевам колико грчке цркве, толико и латинске следоватеље, не искључујући ни саме Турке, Бошњаке и Херцеговце, будући да закон и вера може се променити, а род и језик никада.“